# Ero goeldii
Ero goeldii là một loài nhện trong họ Mimetidae.
Loài này thuộc chi Ero. Ero goeldii được Eugen von Keyserling miêu tả năm 1891.